# Helmut Schönfelder
Helmut Schönfelder (* 3. April 1926 in Offenbach am Main; † 19. August 2018) war ein deutscher Ingenieur.

## Leben
Helmut Schönfelder studierte von 1946 bis 1952 Elektrotechnik an der TH Darmstadt. 1948 wurde er im Corps Chattia Darmstadt aktiv. Im Jahre 1958 wurde er dort am Institut für Fernmelde- und Hochfrequenztechnik zum Dr.-Ing. promoviert. Er war von 1955 bis 1969 Entwicklungsingenieur und Laborleiter bei der Fernseh GmbH in Darmstadt. 1969 wurde für ihn das Institut für Nachrichtentechnik der TU Braunschweig eingerichtet, dessen langjähriger Geschäftsführender Leiter er von 1968 bis 1992 war.
Er betreute dort etwa 30 Doktorarbeiten mit Forschungsthemen über das gesamte Feld der Fernsehtechnik. Unter seiner Leitung wurde das Farbcodierverfahren Timeplex entwickelt, das sich hervorragend zur Übertragung von Farbsignalen über Telefonleitungen und Satellitenverbindungen sowie für die magnetische Speicherung auf Miniatur-Videorecordern eignete und als Vorgänger des MAC-Verfahrens bezeichnet werden kann.
Auch arbeitete Schönfelder auf dem Gebiet der Fernsehkameratechnik: Die ersten Kameras mit CCD-Sensoren entstanden im IFT bereits 1977. Die Bildmischung, insbesondere Chromakey, war ebenso Forschungsgegenstand wie die Technik der Endgeräte.
Unter seiner Leitung wurde über viele Jahre HDTV als wichtiges Forschungsthema bearbeitet.
Schönfelder hat seine Forschungsergebnisse in zahlreichen Fachartikeln und Büchern publiziert.

## Veröffentlichungen
- Farbfernsehen 1 Aufgabenstellung und Lösungswege. Justus v. Liebig Verlag, Darmstadt, 1965
- Farbfernsehen 2 Abtastung und Codierung. Justus v. Liebig Verlag, Darmstadt, 1966
- Farbfernsehen 3 Studioregie und Synchronisiertechnik. Justus v. Liebig Verlag, Darmstadt, 1968
- Bildkommunikation: Grundlagen und Technik der analogen und digitalen Übertragung von Fest- und Bewegtbildern . Springer Berlin Heidelberg, 1983
- Fernsehtechnik im Wandel. Springer Berlin Heidelberg, 1996

## Auszeichnungen
- 1956: Rudolf-Urtel-Preis
- 1981: Mitglied der Braunschweigischen Wissenschaftlichen Gesellschaft
- 1986: Ehrenmitglied der FKTG
- 1988: Richard-Theile-Goldmedaille der FKTG
- 1988: Verdienstorden der Bundesrepublik Deutschland, Verdienstkreuz 1. Klasse
- 1998: Ehrendoktor der Universität Wuppertal
- 2004: Life Fellow der Society of Motion Picture and Television Engineers (SMPTE)